# Trisuloides rotundipennis
Trisuloides rotundipennis är en fjärilsart som beskrevs av Shigero Sugi 1976. Trisuloides rotundipennis ingår i släktet Trisuloides och familjen Pantheidae. Inga underarter finns listade i Catalogue of Life.